# Exin
Exclusivas Industriales Sociedad Anónima (Exin) fou una empresa de joguines catalana fundada el 1951 a Barcelona.
Va començar fabricant jocs de sobretaula i joguines de plàstic fins que el 1962 va acordar amb l'anglesa Lines Brothers la distribució a Espanya dels cotxes Scalextric. Exín va començar a fabricar els seus propis models que van superar en qualitat als de la matriu britànica, com el Mini Cooper (1965) i Seat 600 (1966). El 1973 es va trencar l'aliança amb Lines Brothers i Exín abandonar les miniatures i carreres de cotxes.
Com succeí a altres empreses en aquell moment, la demanda no permetia la seva dedicació exclusiva a la fabricació de joguines. No obstant això, amb el pas dels anys la seva activitat va acabar centrant-se únicament en la producció de joguines. La seva fàbrica principal es trobava el carrer Roger de Flor de Barcelona.
El 1989 va presentar un expedient de suspensió de pagaments i el 1993 va tancar. A finals dels noranta i fins al 2005, l'empresa espanyola Popular de Juguetes va tornar a fabricar alguns dels productes més reeixits d'Exin, entre ells Exin Castillos i Exin West.

## Productes
Les joguines més famoses foren:
- Madelman, figures d'acció creades com una rèplica dels americans G.I. Joe. Va adquirir els drets dels Madelman d'Industrias Plásticas Madel (Manufacturas Delgado).[3][1]
- CinExin, projector de cinema infantil que permetia passar fragments de dibuixos animats indefinidament accionant una maneta endavant i enrere.[4][1]
- Exin Castillos,[1] joc de construcció de peces per a la construcció de castells medievals.
- Historex Elastolin, Figures a escala de 4 cm de la marca alemanya ideal per a jugar amb Exin Castillos.
- Exin West,[1] joc de construcció basat en escenes del far west.
- Tente, joc construcció de peces de plàstic similar a LEGO.[5][1]
- Scalextric, joc de cotxes elèctrics en miniatura.[6][1]
- Exin Basket, pista de basquet on la pilota bola era impulsada per rajos d'aire que sortien de la pista quan s'accionaven mecanismes pneumàtics.
- Fabricant a Espanya de Meccano.